# La Petite Bande
La Petite Bande ist ein Barockorchester, das sich auf die Musik des Barock in Historischer Aufführungspraxis spezialisiert hat. Den Kern des Ensembles bilden Musiker aus Belgien, die von internationalen Künstlern ergänzt werden. Sie sind insbesondere für die Einspielungen von Werken von Arcangelo Corelli, Jean Philippe Rameau, Georg Friedrich Händel und Johann Sebastian Bach bekannt.

## Geschichte

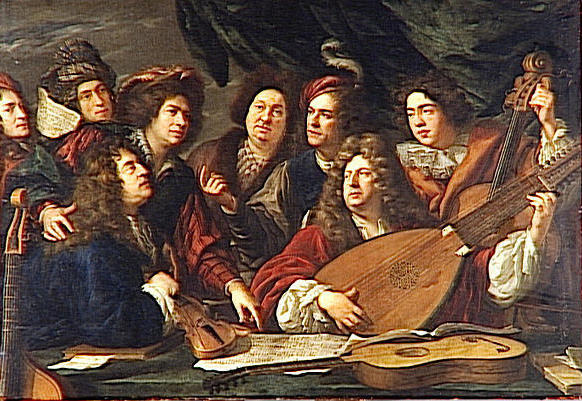
Jean-Baptiste Lully an der Laute, umgeben von Musikern am Hof von Ludwig XIV. (Gemälde von François Puget, 1688)

Sigiswald Kuijken gründete La Petite Bande ursprünglich als einmaliges Projekt, um Jean-Baptiste Lullys Balletkomödie Le Bourgeois gentilhomme unter Leitung von Gustav Leonhardt für die Deutsche Harmonia Mundi aufzunehmen. Das Ensemble übernahm seinen Namen von Lullys Orchester La Petite Bande des Violons du Roi, einem Klangkörper mit 21 Streichinstrumenten am Hofe Ludwigs XIV. Von Anfang an kamen nur Originalinstrumente oder getreue Nachbauten zum Einsatz. Den Kern der anfänglichen Gruppe bildete das Alarius Ensemble, das in La Petite Bande aufging, und das Leonhardt-Consort zusammen mit Sigiswald Kuijken und seinen Brüdern Wieland und Barthold. Nach der Schallplattenaufnahme folgten Konzerte in verschiedenen Ländern Europas. La Petite Bande wurde zu einem beständigen Ensemble mit Sitz in Leuven unter der künstlerischen Leitung von Kuijken. Nachdem zunächst französische Barockmusik den Schwerpunkt bildete, weitete sich das Repertoire schnell auf italienische und deutsche Komponisten aus, insbesondere Corelli, Händel und Bach. Zudem wurde auch Musik aus der Zeit der Klassik aufgeführt und auf Tonträgern aufgenommen, wie Sinfonien, Instrumentalkonzerte und Vokalwerke von Joseph Haydn und Wolfgang Amadeus Mozart. Von den Mozart-Opern wurden Le nozze di Figaro, Don Giovanni, Così fan tutte und Die Zauberflöte eingespielt. Bei der Aufnahme von Haydns Die Schöpfung im Jahr 1982 kamen zum ersten Mal zeitgenössische Instrumente zum Einsatz. Sein Debüt im Vereinigten Königreich hielt La Petite Bande 1982 im Rahmen der Proms mit einem Konzert mit Werken von Bach, Händel und Rameau. Der Kritiker Barry Millington beschrieb die Aufführung in The Musical Times wie folgt:

“The group has an endearing attitude of indifference to concert platform ritual: each player is dressed for a different occasion. But there is nothing casual about their playing: this is some of the best-disciplined Baroque playing to be heard today.”

„Die Gruppe hegt eine liebenswerte Haltung der Gleichgültigkeit gegenüber dem Zeremoniell auf der Konzertbühne: Jeder Spieler ist zwanglos gekleidet. Aber bezüglich ihres Spiels wird nichts dem Zufall überlassen. Dies gehört zum höchstdisziplinierten Barockspiel, das man heute hören kann.“

La Petite Bande hat in den ersten zehn Jahren etliche Opernraritäten aufgenommen, wie beispielsweise Rameaus Zoroastre, Zaïs und Pygmalion und André Campras L’Europe galante sowie André Grétrys Le jugement de Midas. Während der Jahre 2006 bis 2009 konzentrierte sich das Ensemble vorwiegend auf Bach, insbesondere auf die Bachkantaten mit dem Ziel, Kantaten für das gesamte Kirchenjahr einzuspielen, aber auch seine Johannespassion, Matthäuspassion und die H-Moll-Messe. Bei den Vokalwerken Bachs folgte Kuijken der Theorie Joshua Rifkins und besetzte die Chorstimmen nur mit einem solistischen Vokalquartett. Zu den Sängern dieser Aufnahmen gehörten unter anderem Sophie Karthäuser, Gerlinde Sämann, Barbara Schlick, Elisabeth Scholl und Siri Thornhill (Sopran), René Jacobs und Petra Noskaiová (Alt), Christoph Genz, Christoph Prégardien und Marcus Ullmann (Tenor) sowie Jan van der Crabben, Max van Egmond, Dominik Wörner und Harry van der Kamp (Bass).
Die Brandenburgischen Konzerte Bachs wurden erstmals mit Violoncello da Spalla, Naturtrompete, Jagdhörnern und dem „Basse de violon“, als Basso-continuo-Instrument eingespielt.
Am 2. Februar 2009 erhielt Sigiswald Kuijken den Preis für Kulturelle Verdienste von der flämischen Regierung. Am folgenden Tag empfahl die beratende Kommission des Kultusministeriums, La Petite Bande die 600.000 Euro an jährlichen Zuschüssen zu streichen. Kuijkens Schüler starteten zur Sicherung der Zuschüsse eine Internet-Petition, die 21.000 Unterschriften erhielt. Der damalige regionale Kultusminister Bert Anciaux folgte dem Rat des Komitees nicht und gewährte die Zuschüsse bis 2012 (auf 590.000 Euro reduziert). Im Mai 2012 erfolgte durch die gleich besetzte Kommission ein weiteres negatives Gutachten für den Zeitraum von 2013 bis 2016, in dessen Folge sämtliche Zuschüsse gestrichen wurden. Infolgedessen hat das Ensemble eine gemeinnützige Stiftung „Support La Petite Bande“ ins Leben gerufen, um die Defizite aufzufangen.
Auch vor dem Hintergrund einer erneuten staatlichen Zuschussgewährung übertrug Kuijken die Leitung des Ensembles zeitweise und projektbezogen jüngeren Musikern. So übernahm 2013 zur Aufführung der Händel-Orgelkonzerte und einiger Bachkantaten der französische Organist und Cembalist Benjamin Alard die Leitung des Barock-Ensembles. In diesem Zusammenhang ist auch die Initiative „Dag van de La Petite Bande“ zu sehen, von 2010 bis 2012 jährlich im Dezember in Leuven stattfanden, eine Veranstaltung mit drei Konzerten und einem Rundtischgespräch mit internationalen Fachleuten der Alten Musik.

## Diskografie (Auswahl)
- 2020: J.S. Bach – Kantaten BWV 72, 156, 92.
- 2014: J.S. Bach – Kantaten Vol. 18; BWV 70, 9, 182.
- 2013: J.S. Bach – Kantaten Vol. 17; BWV 186, 168, 134, 54.
- 2013: J.S. Bach – Kantaten Vol. 16; BWV 34, 173, 184, 129.
- 2012: J.S. Bach – Kantaten Vol. 15; BWV 52, 60, 116, 140.
- 2012: Buxtehude – Membra Jesu nostri, BuxWV 75
- 2012: J.S. Bach – Johannes-Passion.
- 2011: Vivaldi – Flötenkonzerte.
- 2011: J. S. Bach – Kantaten Vol. 14; BWV 91, 57, 151, 122.
- 2011: J. S. Bach – Kantaten vol. 13; BWV 249, 6.
- 2010: J. S. Bach – Matthäuspassion BWV 243.
- 2010: J. S. Bach – Kantaten vol. 12; BWV 138, 27, 47, 99.
- 2010: J. S. Bach – Kantaten vol. 11; BWV 67, 8, 12.
- 2010: J. S. Bach – Brandenburgische Konzerte BWV 1047–1051.
- 2009: J. S. Bach – h-Moll-Messe BWV 232.
- 2009: J. S. Bach – Kantaten vol. 10; BWV 108, 86, 11, 4.
- 2009: J. S. Bach – Kantaten vol. 9; BWV 61, 36, 62, 132.
- 2009: J. S. Bach – Kantaten vol. 8; BWV 13, 73, 81, 144.
- 2008: Claudio Monteverdi – Vespro della Beata Vergine SV 206.
- 2008: J. S. Bach – Kantaten Vol. 7; BWV 20, 2, 10.
- 2008: J. S. Bach – Kantaten Vol. 6; BWV 18, 23, 1.
- 2007: W. A. Mozart – Cassations KV 63–99 & Divertimento KV 205.
- 2007: J. S. Bach – Kantaten Vol. 5; BWV 179, 35, 164, 17.
- 2007: J. S. Bach – Kantaten Vol. 4; BWV 16, 153, 65, 154.
- 2006: J. S. Bach – Kantaten Vol. 3; BWV 82, 178, 102.
- 2006: J. S. Bach – Kantaten Vol. 2; BWV 177, 93, 135.
- 2005: W. A. Mozart – Die Zauberflöte.
- 2005: J. S. Bach – Kantaten Vol. 1; BWV 98, 180, 56, 55.
- 2004: J. S. Bach – Motetten BWV 225–229.
- 2004: J. G. Graun – Der Tod Jesu.
- 2003: C. P. E. Bach – Die Auferstehung und Himmelfahrt Jesu. Hyperion
- 2002: J. S. Bach – Kantaten BWV 9, 94, 187. DHM
- 2002: W. A. Mozart – Arien & Duette. DHM
- 2001: J. S. Bach – h-Moll-Messe BWV 232.  Urtext
- 2000: H. Schütz – Weihnachtshistorie. DHM
- 1999: W. A. Mozart – Le nozze di Figaro
- 1999: J. Haydn – Cellokonzerte D-Dur & C-Dur. DHM
- 1998: W. A. Mozart – Violinkonzerte KV 207–211, Concertone KV 190. Denon
- 1997: W. A. Mozart – Violinkonzerte KV 218–219. Denon
- 1997: J. B. Lully – Concert de Danse – Charpentier, Rebel.
- 1997: G.B. Pergolesi: La serva padrona/Livieta e Tracollo
- 1996: J. Haydn – Symphonien 102, 103, 104. DHM
- 1996: W. A. Mozart – Sinfonia Concertante KV 364; Violinkonzert KV 216. Denon
- 1996: W. A. Mozart – Don Giovanni (Liveaufnahme)
- 1995: J. Haydn – Symphonien 99, 100, 101. BMG / Deutsche Harmonia Mundi.
- 1995: J. Haydn – Harmoniemesse, Te Deum. BMG / Deutsche Harmonia Mundi.
- 1994: J. Haydn – Symphonien 96, 97, 98. BMG / Deutsche Harmonia Mundi.
- 1994: J.S. Bach – Kantaten 49, 58, 82.
- 1993: J. Haydn – Symphonien 93, 94, 95. BMG / Deutsche Harmonia Mundi
- 1993: J. S. Bach – Motetten BWV 225–230.
- 1993: W. A. Mozart – Così fan tutte (Liveaufnahme)
- 1993: J. S. Bach – Brandenburgische Konzerte I–VI. BMG / Deutsche Harmonia Mundi
- 1992: J. Haydn – Symphonien 88, 89, 92 – Virgin Classics.
- 1990: J. S. Bach – Matthäuspassion. BMG / Deutsche Harmonia Mundi
- 1990: J. Haydn – Die Jahreszeiten. Virgin Classics
- 1989: J. Haydn – Symphonien 90, 91. Virgin Classics
- 1989: J. Haydn – Symphonien 25, 52, 53. Virgin Classics
- 1989: J. S. Bach – Magnificat. Virgin Classics
- 1988: J. Haydn – L’infedelta delusa. WDR / Deutsche Harmonia Mundi
- 1988: J. Haydn – Sinfonien 26, 52, 53. Virgin Veritas[14]
- 1988: J. S. Bach: Johannespassion BWV 245. WDR / Deutsche Harmonia Mundi
- 1988: W. A. Mozart – Konzertarien. Virgin Classics
- 1987: W. A. Mozart – Requiem. (Liveaufnahme)
- 1987: W. A. Mozart – Flötenkonzerte.  WDR / Deutsche Harmonia Mundi
- 1987: C. P. E. Bach – Die letzten Leiden des Erlösers. WDR / Deutsche Harmonia Mundi
- 1986: J. S. Bach – Hohe Messe. WDR / Deutsche Harmonia Mundi
- 1986: W. A. Mozart – Davidde Penitente KV 469 / Ave Verum Corpus KV 618. WDR / Deutsche Harmonia Mundi
- 1985: G.F. Händel – Alessandro. WDR / Deutsche Harmonia Mundi
- 1984: J.-P. Rameau – Zoroastre. WDR / Deutsche Harmonia Mundi
- 1983: J. Haydn – Die Schöpfung.
- 1982: C.W. Gluck – Orfeo ed Euridice.
- 1982: J. S. Bach – Violinkonzerte BWV 1041–1043. WDR / Deutsche Harmonia Mundi
- 1982: J. S. Bach – Orchestersuiten BWV 1066–1069. WDR / Deutsche Harmonia Mundi
- 1981: J.-P. Rameau – Pygmalion. WDR / Deutsche Harmonia Mundi
- 1981: A.E.M. Grétry – Le jugement de Midas. (Auszüge). WDR/Ricercar
- 1980: A. Vivaldi – Quattro Stagioni. RCA/Seon
- 1980: G. F. Händel – Partenope. WDR / Deutsche Harmonia Mundi
- 1979: J.-P. Rameau – Suite aus Hippolyte et Aricie. Deutsche Harmonia Mundi
- 1978: J.-P. Rameau – Zaïs. WDR/Stil
- 1978: A. Corelli – Concerti Grossi op. 6, nr. 6–12. Deutsche Harmonia Mundi
- 1977: A. Corelli – Concerti Grossi op. 6, Nr. 1–4. Deutsche Harmonia Mundi
- 1975: G. Muffat – Suiten und Concerti Grossi. Deutsche Harmonia Mundi
- 1974: A. Campra – L’Europe Galante. (Auszüge). Deutsche Harmonia Mundi
- 1973: J. B. Lully – Le Bourgeois gentilhomme. Deutsche Harmonia Mundi